# Joaquim Murça
Pour les articles homonymes, voir Murça (homonymie).
Joaquim Murça, de son nom complet Joaquim Fernando Ferreira Murça, est un footballeur portugais né le 7 octobre 1954 à Costa da Caparica. Il évoluait au poste d'arrière gauche.

## Biographie

### En club
Il commence sa carrière en 1976 avec le FC Barreirense qui évolue en deuxième division portugaise,,.
Après une saison avec le club de Barreiro, il rejoint le Sporting Portugal. Avec les Lions, il remporte la Coupe du Portugal en 1978,,.
En 1979, il est transféré au Portimonense SC, club qu'il représente pendant quatre saisons,,.
Lors de la saison 1983-1984, il est joueur du Vitória Guimarães,.
En 1984, il rejoint le CF Belenenses,,.
Après un passage au Gil Vicente puis au GD Loures, il raccroche les crampons en 1990,,.
Il dispute un total de 198 matchs pour 12 buts marqués en première division portugaise,. Au sein des compétitions européennes, il dispute 2 matchs en Coupe UEFA pour aucun but marqué.

### En équipe nationale
International portugais, il reçoit deux sélections en équipe du Portugal toutes dans le cadre d'amicaux. Le 5 mai 1982, il dispute un amical contre le Brésil (défaite 1-3 à São Luís). Le 23 février 1983, il joue un match contre l'Allemagne de l'Ouest (victoire 1-0 à Lisbonne).

## Palmarès
Sporting CP
| - Coupe du Portugal (1) : - Vainqueur : 1977-78. |

## Vie privée
Il est le frère d'Alfredo Murça, lui aussi international portugais.